# Лаас (округ Ош)
Лаа́с (фр. Lahas) — коммуна во Франции, находится в регионе Юг — Пиренеи. Департамент — Жер. Входит в состав кантона Саматан. Округ коммуны — Ош.
Код INSEE коммуны — 32182.

## География
Коммуна расположена приблизительно в 600 км к югу от Парижа, в 45 км западнее Тулузы, в 27 км к восточнее от Оша.
На северо-западе коммуны протекает река Маркау.

## Климат
Климат умеренно-океанический. Лето жаркое и немного дождливое, температура часто превышает 35 °С. Зимой часто бывает отрицательная температура и ночные заморозки. Годовое количество осадков — 700—900 мм.

## Население
Население коммуны на 2010 год составляло 166 человек.
| 1962 | 1968 | 1975 | 1982 | 1990 | 1999 | 2010 |
| ---- | ---- | ---- | ---- | ---- | ---- | ---- |
| 276  | 260  | 211  | 187  | 188  | 154  | 166  |

## Администрация
| Период | Период | Фамилия    | Партия | Примечания |
| ------ | ------ | ---------- | ------ | ---------- |
| 2001   | 2014   | Робер Куэй |        |            |
| 2014   | 2020   | Жерар Форе |        |            |

## Экономика
В 2010 году среди 97 человек трудоспособного возраста (15-64 лет) 75 были экономически активными, 22 — неактивными (показатель активности — 77,3 %, в 1999 году было 69,1 %). Из 75 активных жителей работали 73 человека (41 мужчина и 32 женщины), безработных было 2 (1 мужчина и 1 женщина). Среди 22 неактивных 5 человек были учениками или студентами, 12 — пенсионерами, 5 были неактивными по другим причинам.